# Phumosia cooksoni
Phumosia cooksoni är en tvåvingeart som beskrevs av Zumpt och Stimie 1965. Phumosia cooksoni ingår i släktet Phumosia och familjen spyflugor. Inga underarter finns listade i Catalogue of Life.